# 73è Festival Internacional de Cinema de Berlín
El 73è Festival Internacional de Cinema de Berlín, normalment anomenat Berlinale, va tenir lloc del 16 al 26 de febrer de 2023. Va ser la primera Berlinale completament presencial des del el 70è del 2020. El festival ha afegit un nou premi a la millor sèrie de televisió aquest any. El 15 de desembre de 2022 va n ser anunciats els primers títols de les seccions Panorama i Generació,i el 13 de gener de 2023, es van afegir moltes estrenes mundials a la programació fora de competició, inclosa Golda del cineasta israelià Guy Nattiv, una pel·lícula biogràfica sobre Golda Meïr, la primera dona cap d'estat d'Israel.
El festival es va inaugurar amb la pel·lícula dramàtica She Came to Me de la cineasta i novel·lista nord-americana Rebecca Miller. Un vídeo en directe amb el president ucraïnès Volodímir Zelenski va formar part de la cerimònia d'obertura. El 21 de febrer de 2023, el cantautor irlandès Bono va lliurar al cineasta estatunidenc Steven Spielberg l'Os d'Or d'Honor per a tota la seva trajectòria. Les pel·lícules de Spielberg es van projectar a la secció Homenatge per a l'ocasió. A la cerimònia de lliurament de premis celebrada el 25 de febrer a càrrec de Hadnet Tesfai, Sur l'Adamant, una pel·lícula documental sobre una guarderia a París per a persones amb trastorns mentals, dirigida pel cineasta francès Nicolas Philibert, va guanyar l'Os d'Or. El Gran Premi del Jurat va ser atorgat a Roter Himmel del cineasta alemany Christian Petzold. El punt culminant de la cerimònia de lliurament del premi va ser l'Os de plata a la millor interpretació principal que va guanyar Sofía Otero pel paper de Lucía, de vuit anys, a 20.000 espècies d'abelles; Otero, als nou anys, es va convertir en la guanyadora més jove del premi en la història de la Berlinale.
El festival va tancar el 26 de febrer amb unes vendes totals d'entrades que van arribar a les 320.000 i uns 20.000 professionals acreditats de 132 països, inclosos 2.800 representants de mitjans de comunicació que assistiren al festival.

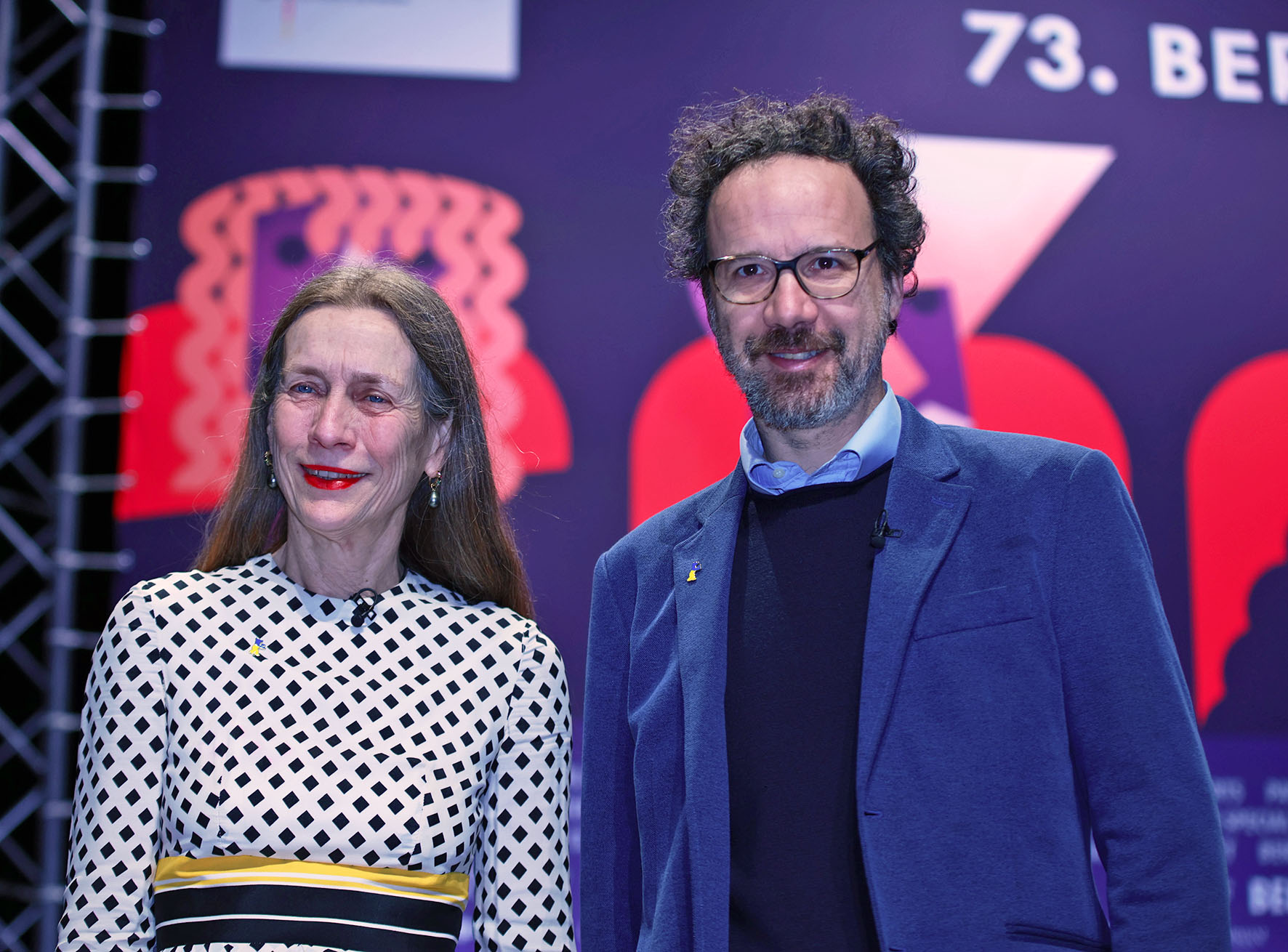
La directora general, Mariëtte Rissenbeek i el director artístic, Carlo Chatrian

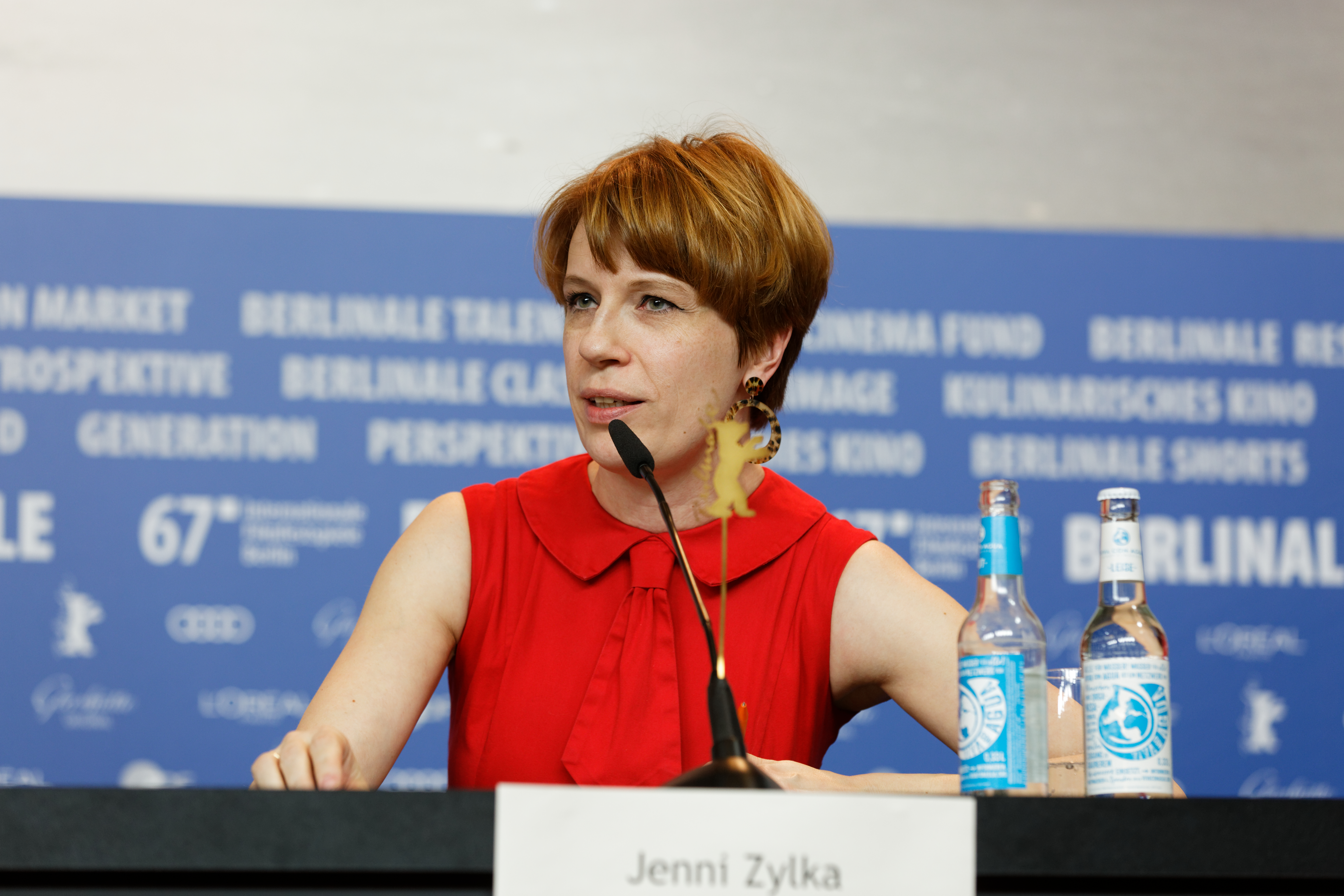
Jenny Zylka, directora de Perspektive Deutsches Kino

## Antecedents
La inscripció de pel·lícules per al festival va començar el setembre de 2022 amb la data límit de presentació fixada el 23 de novembre de 2022. El 13 d'octubre de 2022, amb el lema "Let's Get Together ", que significa interaccions presencials en tots els programes del festival després de dos anys de programes en línia a causa de la COVID-19, també es va anunciar que el Berlinale Series Award s'inauguraria el 2023.
El cartell del festival va ser dissenyat per Claudia Schramke, que també havia creat el cartell de la Berlinale de l'any anterior. La directora executiva de la Berlinale, Mariette Rissenbeek, va descriure el cartell com l'element visual clau de la Berlinale 2023, dient que dirigia l'atenció cap al públic, el nucli indispensable del festival. Rissenbeek va dir: "Estem molt contents que amb el cartell d'enguany, puguem homenatjar aquells que la curiositat, l'entusiasme i els aplaudiments fan de la Berlinale un esdeveniment vibrant, inspirador i alegre".

## Cerimònies d'obertura i clausura

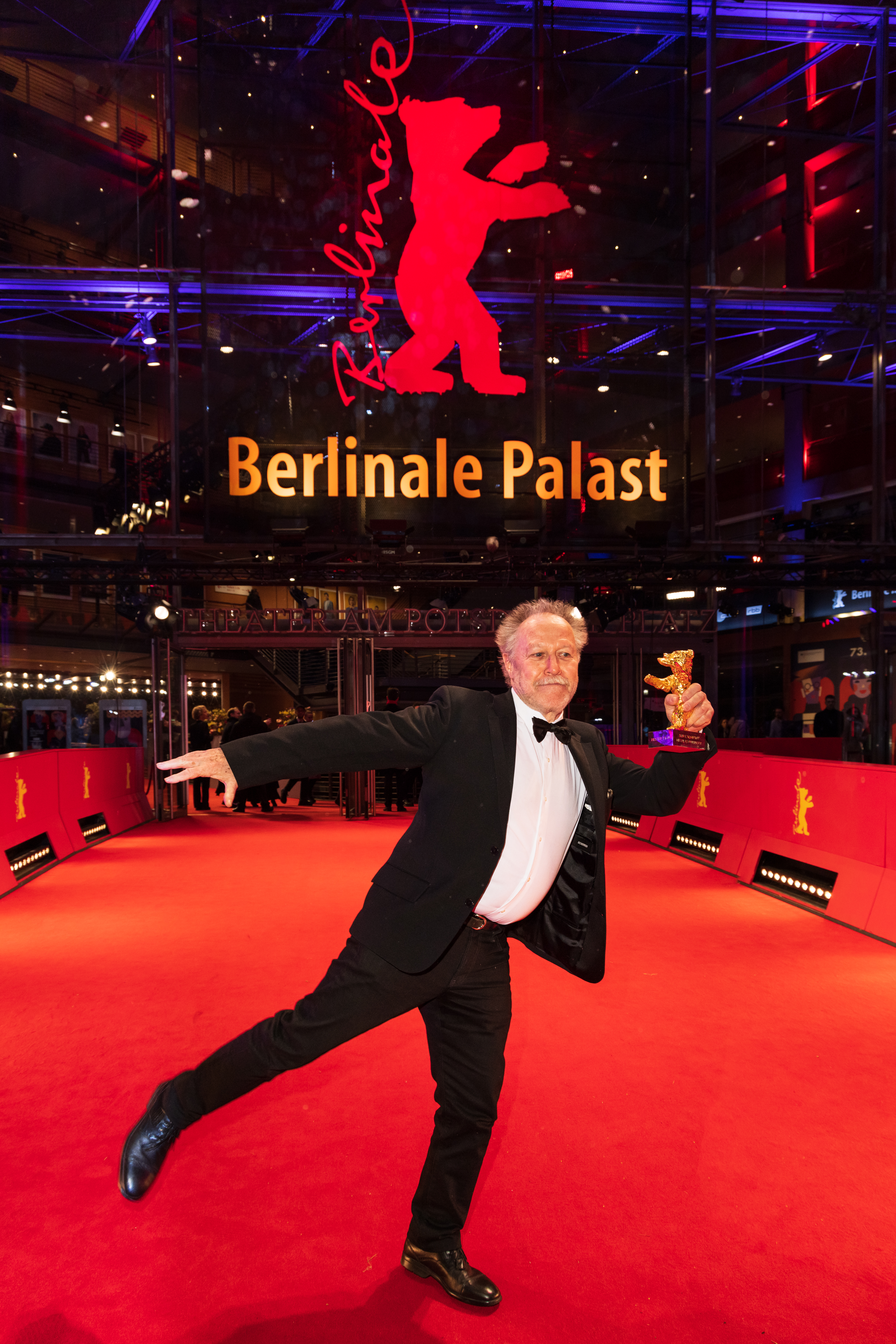
Nicolas Philibert, amb l'Os d'Or a la catifa vermella davant del Berlinale Palast

La cerimònia d'inauguració del festival es va celebrar el 16 de febrer amb membres del jurat i estrelles internacionals i alemanyes passejant per la catifa vermella. La presidenta del jurat Kristen Stewart, en el seu discurs d'obertura, va assenyalar sobre les "opressions contra el nostre jo físic". Va dir que, tot i que era una dona, representava "la versió menys marginal d'una dona". Sobre aquest tema, Golshifteh Farahani, actriu iraniana-francesa i un dels membres del jurat, va assenyalar que "algunes dones no tenen tanta sort".
La guerra de Rússia contra Ucraïna i els drets humans a l'Iran van ser debats d'actualitat a la cerimònia. Després que el president ucraïnès Volodímir Zelenski aparegués per satèl·lit i el presentés l'actor i cineasta nord-americà Sean Penn, Zelenski va comentar: "Sorgeix una pregunta lògica: de quin costat haurien d'estar la cultura i l'art?" i va afegir: "L'art pot estar fora de la política? El cinema hauria d'estar fora de la política? És una pregunta eterna però avui és extremadament [pertinent]". Després, es va projectar la pel·lícula d'obertura del festival, la pel·lícula dramàtica de Rebecca Miller She Came to Me.

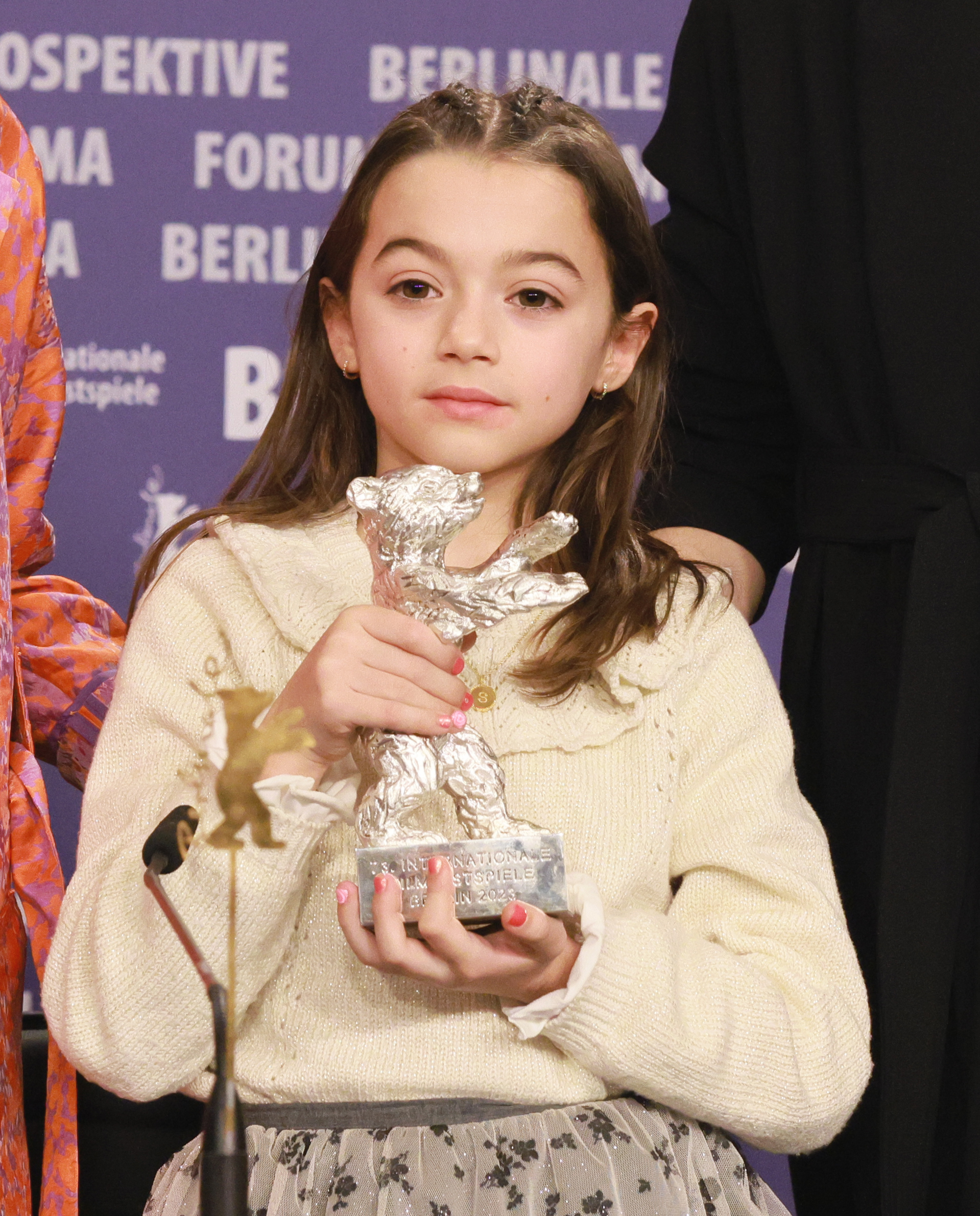
Sofía Otero, amb l'Os de Plata a la millor interpretació principal per 20.000 espècies d'abelles

La cerimònia de cloenda o nit de premis es va celebrar el 25 de febrer, conduïda pel presentador de ràdio i televisió alemany Hadnet Tesfai. El documental francès Sur l'Adamant, sobre una guarderia de París per a persones amb trastorns mentals, de Nicolas Philibert va guanyar l'Os d'Or. Stewart va qualificar la pel·lícula de «creada magistralment» i una «prova cinematogràfica de la necessitat vital de l'expressió humana». Philibert va preguntar en el seu discurs d'acceptació si els membres del jurat estaven «bojos» i, tanmateix, els ho va agrair, dient: «que el documental es pugui considerar cinema per dret propi em toca profundament».
El Gran Premi del Jurat va ser guanyat per Roter Himmel per Christian Petzold. Sofía Otero, una nena de nou anys, va ser la guanyadora de l'Os de plata a la millor interpretació principal pel paper de Lucía, de vuit anys, a 20.000 espècies d'abelles. Es va convertir en la guanyadora més jove del premi de gènere neutral a la història de la Berlinale. Stewart va comentar que Otero havia desafiat "un sistema dissenyat per disminuir la intel·ligència de l'intèrpret", especialment la dels intèrprets infantils. Després de la cerimònia, Otero va dir a la premsa que volia dedicar la seva vida a la interpretació. La cerimònia es va tancar amb la projecció de la pel·lícula guanyadora de l'Os d'Or Sur l'Adamant.

## Jurat
Fonts:

### Competició

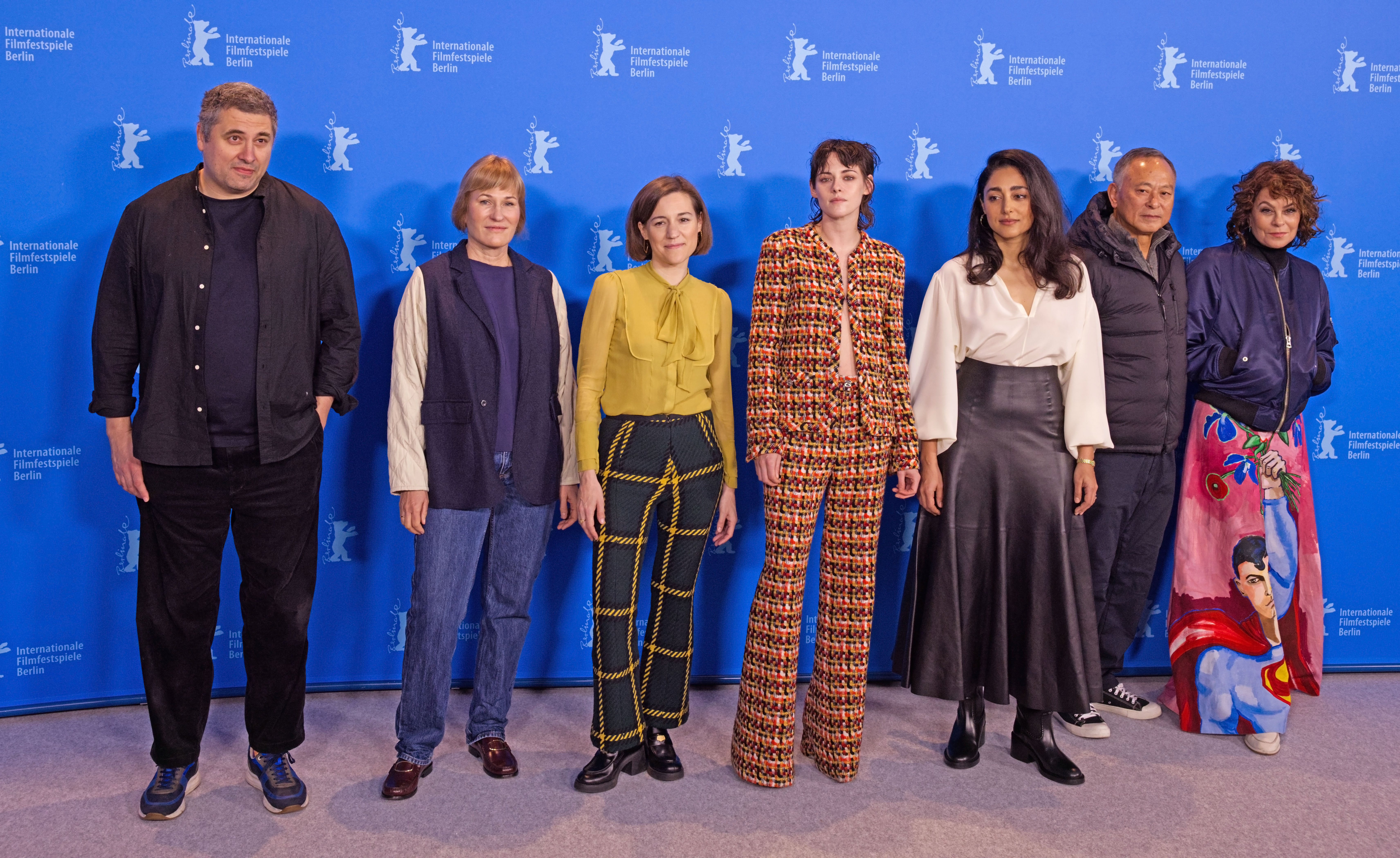
Jurat internacional al festival

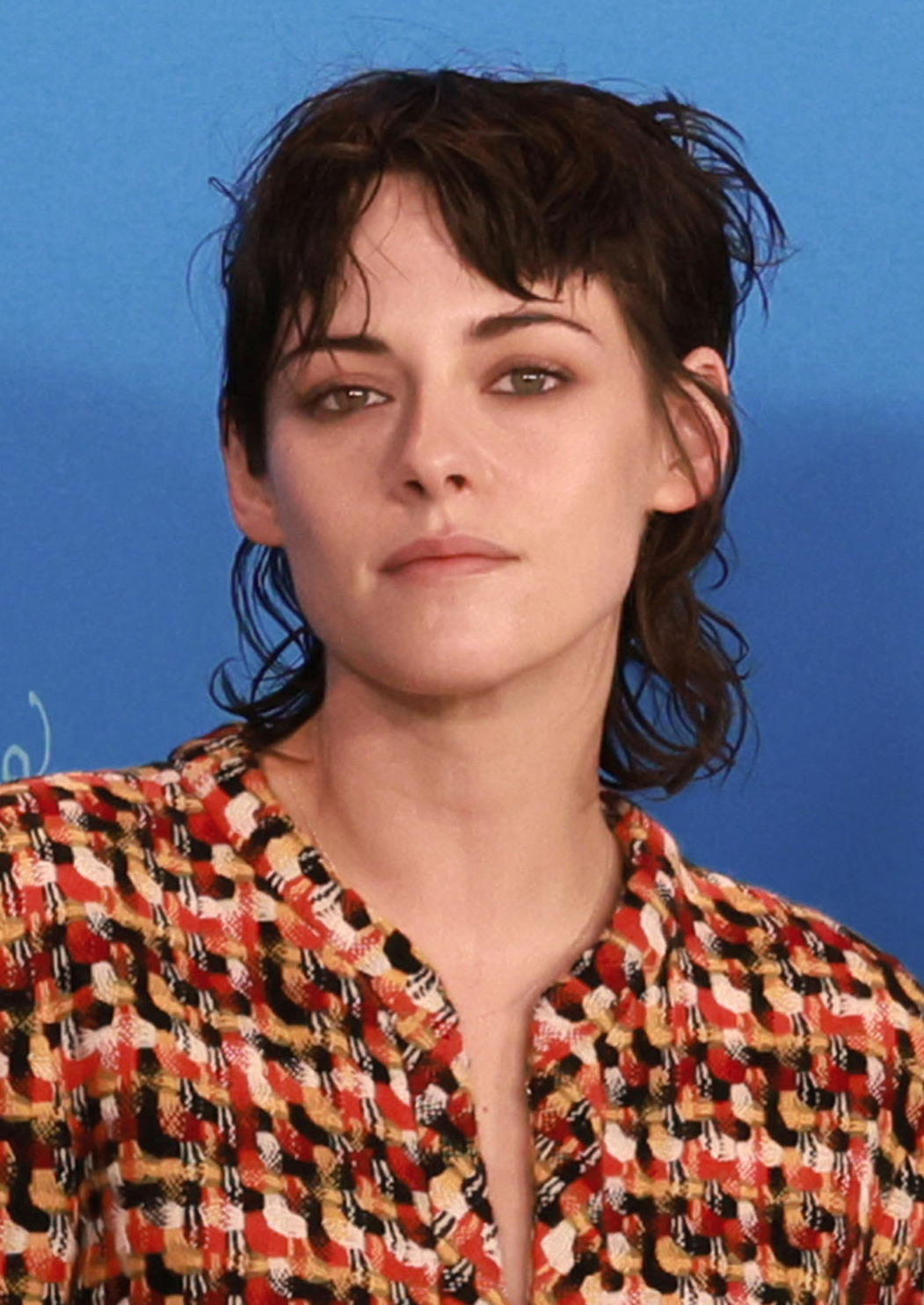
Kristen Stewart, President del Jurat (competició)

Formaven part del jurat de la secció del Concurs de la Berlinale els següents:
- Kristen Stewart, actor, director i guionista nord-americà - President del jurat
- Golshifteh Farahani, actor iranià-francès
- Valeska Grisebach, directora i guionista alemanya
- Radu Jude, director i guionista romanès
- Francine Maisler, directora de càsting i productora (Estats Units)
- Carla Simón, directora i guionista catalana
- Johnnie To, director i productor de Hong Kong

### Encounters
Els següents formaven part del jurat dels Premis Encounters:
- Angeliki Papoulia, actriu i directora de teatre grega
- Dea Kulumbegashvili, directora de cinema i escriptora georgiana
- Paolo Moretti, programador de festivals i acadèmic italià

### Jurat Internacional de Curtmetratges
- Cătălin Cristuțiu, editor romanès
- Sky Hopinka, artista visual i cineasta nord-americà
- Isabelle Stever, directora i guionista alemanya

### Jurat Internacional de la Generació Kplus
- Venice Atienza, documentalista filipina
- Alise Ģelze, productora letona
- Gudrun Sommer, programador de festivals alemany

### Jurat internacional de la generació 14plus
- Katerina Gornostai, directora de cinema, guionista i editora de cinema ucraïnesa
- Fion Mutert, directora de fotografia i educadora de mitjans alemanya
- Juanita Onzaga, cineasta i artista colombiana

### Jurat del premi GWFF a la millor primera pel·lícula
- Judith Revault d’Allonnes, programadora francesa de festivals
- Ayten Amin, director egipci
- Cyril Schäublin, director de cinema suís

### Jurat del Premi Documental
- Emilie Bujès, directora artística de Visions du Réel de Suïssa
- Diana Bustamante, productora, directora i programadora colombiana
- Mark Cousins, director i escriptor nord-irlandès

### Juri del Premi de la Sèrie Berlinale
El jurat del Premi de la Sèrie Berlinale està format per:
- André Holland, actor estatunidenc
- Danna Stern, executiva internacional israeliana, fundadora de l'empresa Shtisel i Your Honor, Yes Studios
- Mette Heeno, guionista, showrunner i productora executiva danesa

### Jurat de la secció Perspektive Deutsches Kino
- Dela Dabulamanzi, actor alemany
- Anne Fabini, editora de cinema alemanya
- Jöns Jönsson, director suec

### Jurat del premi Heiner Carow
- Freya Arde, compositora de cinema alemanya, guitarrista i productora musical
- Peter Kahane, director alemany
- Mirko Wiermann, arxiver de cinema alemany.

## Competició
Les 19 pel·lícules següents van ser seleccionades per a la competició principal dels premis Os d'Or i Os de Plata:
El títol ressaltat indica guanyador del premi.
| Títol                                    | Director(s)                  | país de producció                    |
| ---------------------------------------- | ---------------------------- | ------------------------------------ |
| 20.000 espècies d'abelles                | Estibaliz Urresola Solaguren | Espanya                              |
| Bai Ta Zhi Guang 白塔之光                | Zhang Lü                     | R.P. de la Xina                      |
| Bis ans Ende der Nacht                   | Christoph Hochhäusler        | Alemanya                             |
| BlackBerry                               | Matt Johnson                 | Canadà                               |
| Disco Boy                                | Giacomo Abbruzzese           | Itàlia                               |
| La grand chariot                         | Philippe Garrel              | França, Suïssa                       |
| Ingeborg Bachmann – Reise in die Wüste   | Margarethe von Trotta        | Alemanya, Suïssa, Àustria, Luxemburg |
| Irgendwann werden wir uns alles erzählen | Emily Atef                   | Alemanya                             |
| Limbo                                    | Ivan Sen                     | Austràlia                            |
| Mal Viver                                | João Canijo                  | Portugal, França                     |
| Manodrome                                | John Trengove                | Regne Unit, Estats Units             |
| Music                                    | Angela Schanelec             | Alemanya, França, Sèrbia             |
| Past Lives                               | Celine Song                  | Estats Units                         |
| Roter Himmel                             | Christian Petzold            | Alemanya                             |
| The Survival of Kindness                 | Rolf de Heer                 | Austràlia                            |
| Tótem                                    | Lila Avilés                  | Mèxic, Dinamarca, França             |
| Animació                                 |                              |                                      |
| Art College 1994                         | Liu Jian                     | R.P. de la Xina                      |
| Suzume                                   | Makoto Shinkai               | Japó                                 |
| Forma documental                         |                              |                                      |
| Sur l'Adamant                            | Nicolas Philibert            | França, Japó                         |

## Encounters
Les següents 16 pel·lícules foren seleccionades per la secció Encounters:
El títol ressaltat indica guanyador del premi.
| Títol                            | Director(s)                     | País de producció                       |
| -------------------------------- | ------------------------------- | --------------------------------------- |
| Adentro mío estoy bailando       | Leandro Koch, Paloma Schahmann  | Argentina, Àustria                      |
| The Adults                       | Dustin Guy Defa                 | Estats Units                            |
| Here                             | Bas Devos                       | Bèlgica                                 |
| Im toten Winkel                  | Ayşe Polat                      | Alemanya                                |
| Kletka ishet ptitsu              | Malika Musaeva                  | França, Rússia                          |
| in water 물 안에서               | Hong Sang-soo                   | Corea del Sud                           |
| Mummola                          | Tia Kouvo                       | Finlàndia, Suècia                       |
| Samsara                          | Lois Patiño                     | Espanya                                 |
| Viver Mal                        | João Canijo                     | Portugal, França                        |
| Absence 雪云                     | Wu Lang                         | R.P. de la Xina                         |
| Forma documental                 |                                 |                                         |
| El eco                           | Tatiana Huezo                   | Mèxic, Alemanya                         |
| Mon pire ennemi                  | Mehran Tamadon                  | França, Suïssa                          |
| Le mura di Bergamo               | Stefano Savona                  | Itàlia                                  |
| Orlando, ma biographie politique | Paul B. Preciado                | França                                  |
| Xidni front                      | Vitali Mansky, Yevhen Titarenko | Letònia, Txèquia, Ucraïna, Estats Units |
| Animació                         |                                 |                                         |
| Müanyag égbolt                   | Tibor Bánóczki, Sarolta Szabó   | Hongria, Eslovàquia                     |

## Berlinale Special
Font:
| Títol                                                | Director(s) | País de producció                                       |                         |
| Gala Especial Berlinale                              | Gala Especial Berlinale | Gala Especial Berlinale                                 | Gala Especial Berlinale |
| ---------------------------------------------------- | --- | ------------------------------------------------------- | ----------------------- |
| Golda                                                | Guy Nattiv | Estats Units, Regne Unit                                |                         |
| L'ultima notte di Amore                              | Andrea Di Stefano | Itàlia                                                  |                         |
| Seneca – On the Creation of Earthquakes              | Robert Schwentke | Alemanya, Marroc                                        |                         |
| She Came to Me                                       | Rebecca Miller | Estats Units                                            |                         |
| Sonne und Beton                                      | David Wnendt | Alemanya                                                |                         |
| Tár                                                  | Todd Field | Estats Units, Alemanya                                  |                         |
| Forma documental                                     | |                                                         |                         |
| Kiss the Future                                      | Nenad Cicin-Sain | Estats Units                                            |                         |
| Superpower                                           | Sean Penn, Aaron Kaufman | Estats Units                                            |                         |
| Untitled Boris Becker Documentary                    | Alex Gibney | Estats Units, Regne Unit                                |                         |
| Berlinale Special                                    | |                                                         |                         |
| Forma documental                                     | |                                                         |                         |
| Laggiù qualcuno mi ama                               | Mario Martone | Itàlia                                                  |                         |
| Love to Love You, Donna Summer                       | Roger Ross Williams, Brooklyn Sudano | Estats Units                                            |                         |
| Llargmetratges                                       | |                                                         |                         |
| Der vermessene Mensch                                | Lars Kraume | Alemanya                                                |                         |
| Infinity Pool                                        | Brandon Cronenberg | Canadà                                                  |                         |
| Kill Boksoon 길복순                                  | Byun Sung-hyun | Corea del Sud                                           |                         |
| Les Innocentes                                       | Anne Fontaine | França, Polònia                                         |                         |
| Loriot's Great Cartoon Revue                         | Peter Geyer, Loriot | Alemanya                                                |                         |
| #Manhole ＃マンホール                                | Kazuyoshi Kumakiri | Japó                                                    |                         |
| Mad Fate 命案                                        | Soi Cheang | Hong Kong, R.P. de la Xina                              |                         |
| Talk to Me                                           | Danny Philippou, Michael Philippou | Austràlia                                               |                         |
| Animació                                             | |                                                         |                         |
| 100 Years of Disney Animation – a Shorts Celebration | Walt Disney, Dave Hand, Ben Sharpsteen, Lauren Jackson, Wilfred Jackson, Jack Hannah, Jon Kahrs, Brian Menz, Jacob Frey, Hillary Bradfield | Estats Units                                            |                         |
| Berlinale Series                                     | |                                                         |                         |
| Agent                                                | Nikolaj Lie Kaas | Dinamarca                                               |                         |
| Arkitekten                                           | Kerren Lumer-Klabbers | Noruega                                                 |                         |
| Bad Behaviour                                        | Corrie Chen | Austràlia                                               |                         |
| Le buone madri                                       | Elisa Amoruso, Julian Jarrold | Itàlia                                                  |                         |
| Dahaad                                               | Reema Kagti, Ruchika Oberoi | Índia                                                   |                         |
| Spy/Master                                           | Christopher Smith | Alemanya, Romania                                       |                         |
| Der Schwarm (fora de competició)                     | Barbara Eder, Philipp Stölzl, Luke Watson                                                                                                  | Alemanya, França, Itàlia, Japó, Àustria, Suècia, Suïssa |                         |
| Why Try to Change Me Now 平原上的摩西                | Zhang Dalei | R.P. de la Xina                                         |                         |
| Berlinale Shorts                                     | |                                                         |                         |
| 8                                                    | Anaïs-Tohé Commaret | França                                                  |                         |
| Back                                                 | Yazan Rabee | Països Baixos                                           |                         |
| Eeva                                                 | Morten Tšinakov, Lucija Mrzljak | Estònia, Croàcia                                        |                         |
| From Fish to Moon                                    | Kevin Contento | Estats Units                                            |                         |
| Happy Doom                                           | Billy Roisz | Àustria                                                 |                         |
| La herida luminosa                                   | Christian Avilés | Espanya                                                 |                         |
| Les chenilles                                        | Michelle Keserwany, Noel Keserwany | França                                                  |                         |
| It's a Date                                          | Nadia Parfan | Ucraïna                                                 |                         |
| Jill, Uncredited                                     | Anthony Ing | Regne Unit                                              |                         |
| A Kind of Testament                                  | Stephen Vuillemin | França                                                  |                         |
| Marungka tjalatjunu                                  | Matthew Thorne, Derik Lynch | Austràlia                                               |                         |
| As miçangas                                          | Rafaela Camelo, Emanuel Lavor | Brazil                                                  |                         |
| Mwanamke Makueni                                     | Daria Belova, Valeri Aluskina | Alemanya                                                |                         |
| Nuits blanches                                       | Donatienne Berthereau | França                                                  |                         |
| Ours                                                 | Morgane Frund | Suïssa                                                  |                         |
| Daughter and Son 亲密                                | Cheng Yu | R.P. de la Xina                                         |                         |
| Terra Mater – Mother Land                            | Kantarama Gahigiri | Ruanda, Suïssa                                          |                         |
| The Veiled City                                      | Natalie Cubides-Brady | Regne Unit                                              |                         |
| Das Warten                                           | Volker Schlecht | Alemanya                                                |                         |
| All Tomorrow's Parties 我的朋友                      | Zhang Dalei | R.P. de la Xina                                         |                         |

## Panorama
Les següents pel·lícules estan seleccionades per a la secció Panorama:
El títol ressaltat indica guanyador del premi.
| Títol                                                    | Director(s)                                 | País de producció                        |
| -------------------------------------------------------- | ------------------------------------------- | ---------------------------------------- |
| After                                                    | Anthony Lapia                               | França                                   |
| All the Colours of the World Are Between Black and White | Babatunde Apalowo                           | Nigeria                                  |
| Al Murhaqoon                                             | Amr Gamal                                   | Iemen, Sudan, Aràbia Saudita             |
| La Bête dans la jungle                                   | Patric Chiha                                | França, Bèlgica, Àustria                 |
| El castillo                                              | Martín Benchimol                            | Argentina                                |
| Drifter                                                  | Hannes Hirsch                               | Alemanya                                 |
| Femme                                                    | Sam H. Freeman, Ng Choon Ping               | Regne Unit                               |
| Ghaath                                                   | Chhatrapal Ninawe                           | Índia                                    |
| Green Night 绿夜                                         | Han Shuai                                   | Hong Kong, R.P. de la Xina               |
| Hello Dankness                                           | Soda Jerk                                   | Austràlia                                |
| Heroico                                                  | David Zonana                                | Mèxic, Suècia                            |
| Inside                                                   | Vasilis Katsoupis                           | Grècia, Alemanya, Bèlgica                |
| Das Lehrerzimmer                                         | İlker Çatak                                 | Alemanya                                 |
| Matria                                                   | Álvaro Gago                                 | Espanya                                  |
| Motståndaren                                             | Milad Alami                                 | Suècia                                   |
| Passages                                                 | Ira Sachs                                   | França                                   |
| Perpetrator                                              | Jennifer Reeder                             | Estats Units, França                     |
| Propriedade                                              | Daniel Bandeira                             | Brasil                                   |
| Reality                                                  | Tina Satter                                 | Estats Units                             |
| Sages-femmes                                             | Léa Fehner                                  | França                                   |
| Silver Haze                                              | Sacha Polak                                 | Països Baixos, Regne Unit                |
| Sira                                                     | Apolline Traoré                             | Burkina Faso, França, Alemanya, Senegal  |
| Sisi & Ich                                               | Frauke Finsterwalder                        | Alemanya / Suïssa / Àustria              |
| Stille Liv                                               | Malene Choi                                 | Dinamarca                                |
| Ty mene lubysh?                                          | Tonia Noyabrova                             | Ucraïna, Suècia                          |
| Animació                                                 |                                             |                                          |
| La Sirène (pel·lícula d’apertura)                        | Sepideh Farsi                               | França, Alemanya, Luxemburg, Bèlgica     |
| Forma documental                                         |                                             |                                          |
| And, Towards Happy Alleys                                | Sreemoyee Singh                             | Índia                                    |
| Au cimetière de la pellicule                             | Thierno Souleymane Diallo                   | França, Senegal, Guinea, Aràbia Saudita  |
| La memoria infinita                                      | Maite Alberdi                               | Xile                                     |
| Iron Butterflies                                         | Roman Liubyi                                | Ucraïna, Alemanya                        |
| Joan Baez I Am A Noise                                   | Karen O'Connor, Miri Navasky, Maeve O'Boyle | Estats Units                             |
| Kokomo City                                              | D. Smith                                    | Estats Units                             |
| Stams                                                    | Bernhard Braunstein                         | Àustria                                  |
| Transfariana                                             | Joris Lachaise                              | França, Colòmbia                         |
| Under the Sky of Damascus                                | Heba Khaled, Talal Derki, Ali Wajeeh        | Dinamarca, Alemanya, Estats Units, Síria |

## Perspektive Deutsches Kino
Les següents pel·lícules són seleccionades per la secció Perspektive Deutsches Kino:
| Títol                                           | Director(s)                                       | País de producció      |
| ----------------------------------------------- | ------------------------------------------------- | ---------------------- |
| Ararat                                          | Engin Kundag                                      | Alemanya               |
| Ash Wednesday                                   | Bárbara Santos, João Pedro Prado                  | Alemanya               |
| Dora oder die sexuellen Neurosen unserer Eltern | Stina Werenfels                                   | Alemanya               |
| A Hologram for the King                         | Tom Tykwer                                        | Estats Units, Alemanya |
| Elaha                                           | Milena Aboyan                                     | Alemanya               |
| Geranien                                        | Tanja Egen                                        | Alemanya               |
| Jakob der Lügner                                | Frank Beyer                                       | Alemanya               |
| Knochen und Namen                               | Fabian Stumm                                      | Alemanya               |
| Langer Langer Kuss                              | Lukas Röder                                       | Alemanya               |
| Requiem                                         | Hans-Christian Schmid                             | Alemanya               |
| El secuestro de la novia                        | Sophia Mocorrea                                   | Alemanya               |
| Teheran Tabu                                    | Ali Soozandeh                                     | Alemanya, Àustria      |
| Forma documental                                |                                                   |                        |
| Kash Kash                                       | Lea Najjar                                        | Alemanya               |
| Nomades du nucléaire                            | Kilian Armando Friedrich, Tizian Stromp Zargari   | Alemanya               |
| Sieben Winter in Teheran                        | Steffi Niederzoll                                 | Alemanya               |
| Vergiss Meyn Nicht                              | Fabiana Fragale, Kilian Kuhlendahl, Jens Mühlhoff | Alemanya               |

## Forum
Les següents pel·lícules són seleccionades per a la secció Forum:
| Títol                                                       | Director(s)                          | País de producció                  |
| ----------------------------------------------------------- | ------------------------------------ | ---------------------------------- |
| Allensworth                                                 | James Benning                        | Estats Units                       |
| Anqa                                                        | Helin Çelik                          | Àustria, Espanya                   |
| Arturo a los treinta                                        | Martin Shanly                        | Argentina                          |
| Being in a Place – A Portrait of Margaret Tait              | Luke Fowler                          | Regne Unit                         |
| The Bride                                                   | Myriam U. Birara                     | Ruanda                             |
| Cidade Rabat                                                | Susana Nobre                         | Portugal, França                   |
| Concrete Valley                                             | Antoine Bourges                      | Canadà                             |
| Dearest Fiona                                               | Fiona Tan                            | Països Baixos                      |
| De Facto                                                    | Selma Doborac                        | Àustria, Alemanya                  |
| O Estranho                                                  | Flora Dias, Juruna Mallon            | Brasil, França                     |
| Le Gang des Bois du Temple                                  | Rabah Ameur-Zaïmeche                 | França                             |
| Gehen und Bleiben                                           | Volker Koepp                         | Alemanya                           |
| Horse Opera                                                 | Moyra Davey                          | Estats Units                       |
| Între revoluții                                             | Vlad Petri                           | Romania, Croàcia, Qatar, Iran      |
| Ishi ga aru                                                 | Tatsunari Ota                        | Japó                               |
| Jaii keh khoda nist                                         | Mehran Tamadon                       | França, Suïssa                     |
| El juicio                                                   | Ulises de la Orden                   | Argentina, Itàlia, França, Noruega |
| Llamadas desde Moscú                                        | Luís Alejandro Yero                  | Cuba, Alemanya, Noruega            |
| Mammalia                                                    | Sebastian Mihăilescu                 | Romania, Polònia, Alemanya         |
| Nôtre corps                                                 | Claire Simon                         | França                             |
| Or de vie                                                   | Boubacar Sangaré                     | Burkina Faso, Benín, França        |
| Poznámky z Eremocénu                                        | Viera Čákanyová                      | Eslovàquia, Txèquia                |
| El rostro de la medusa                                      | Melisa Liebenthal                    | Argentina                          |
| Subete no Yoru wo Omoidasu                                  | Yui Kiyohara                         | Japó                               |
| This Is the End                                             | Vincent Dieutre                      | França                             |
| Unutma Biçimleri                                            | Burak Çevik                          | Turquia                            |
| Regardless of Us 우리와 상관없이                            | Yoo Heong-jun                        | Corea del Sud                      |
| 'W Ukrainie                                                 | Tomasz Wolski, Piotr Pawlus          | Polònia                            |
| Forum Special                                               |                                      |                                    |
| A Rainha Diaba                                              | Antonio Carlos da Fontoura           | Brasil                             |
| I Heard It Through the Grapevine                            | Dick Fontaine                        | Estats Units                       |
| Forum Special Fiktionsbescheinigung                         |                                      |                                    |
| Aufenthaltserlaubnis                                        | Antonio Skármeta                     | Alemanya                           |
| Ein Herbst im Ländchen Bärwalde                             | Gautam Bora                          | Alemanya                           |
| Der Kampf um den heiligen Baum                              | Wanjiru Kinyanjui                    | Alemanya, Kenya                    |
| Kara Kafa                                                   | Korhan Yurtsever                     | Turquia                            |
| A Lover & Killer of Colour                                  | Wanjiru Kinyanjui                    | Alemanya                           |
| Man Sa Yay                                                  | Safi Faye                            | Alemanya, Senegal                  |
| Mein Vater, der Gastarbeiter                                | Yüksel Yavuz                         | Alemanya                           |
| Onun Haricinde, İyiyim                                      | Eren Aksu                            | Alemanya, Turquia                  |
| Ordnung                                                     | Sohrab Shahid-Saless                 | Alemanya                           |
| Oyoyo                                                       | Chetna Vora                          | RDA                                |
| Forum Expanded                                              |                                      |                                    |
| A árvore                                                    | Ana Vaz                              | Espanya, Brasil                    |
| AI: African Intelligence                                    | Manthia Diawara                      | Portugal, Senegal, Bèlgica         |
| Black Strangers                                             | Dan Guthrie                          | Regne Unit                         |
| Conspiracy                                                  | Simone Leigh, Madeleine Hunt-Ehrlich | Estats Units                       |
| Desert Dreaming                                             | Abdul Halik Azeez                    | Eslovàquia                         |
| Der frühe Regen wäscht die Spreu weg vor dem Frühlingsregen | Heiko-Thandeka Ncube                 | Alemanya                           |
| Exhibition                                                  | Mary Helena Clark                    | Estats Units                       |
| Home Invasion                                               | Graeme Arnfield                      | Regne Unit                         |
| If You Don't Watch the Way You Move                         | Kevin Jerome Everson                 | Estats Units                       |
| Mangosteen                                                  | Tulapop Saenjaroen                   | Tailàndia                          |
| The Man Who Envied Women                                    | Yvonne Rainer                        | Estats Units                       |
| Zwischenwelt                                                | Cana Bilir-Meier                     | Alemanya                           |
| Forum Expanded Exhibition                                   |                                      |                                    |
| Achala                                                      | Tenzin Phuntsog                      | Estats Units                       |
| Borrowing a Family Album                                    | Tamer El Said                        | Egipte                             |
| Comrade leader, comrade leader, how nice to see you         | Walid Raad                           | Estats Units                       |
| Dancing Boy                                                 | Tenzin Phuntsog                      | Estats Units                       |
| Dreams                                                      | Tenzin Phuntsog                      | Estats Units                       |
| Pala Amala                                                  | Tenzin Phuntsog                      | Estats Units                       |

## Generation

### Generation Kplus
| Títol                                | Director(s)                                                  | País de producció                                                  |          |
| Animació                             | Animació                                                     | Animació                                                           | Animació |
| ------------------------------------ | ------------------------------------------------------------ | ------------------------------------------------------------------ | -------- |
| Aaaah !                              | Osman Cerfon                                                 | França                                                             |          |
| La Ventafocs                         | Walt Disney, Wilfred Jackson, Clyde Geronimi, Hamilton Luske | Estats Units                                                       |          |
| Deniska umřela                       | Philippe Kastner                                             | Txèquia                                                            |          |
| Deep Sea 深海                        | Tian Xiaopeng                                                | R.P. de la Xina                                                    |          |
| A Greyhound of a Girl                | Enzo D'Alò                                                   | Luxemburg, Itàlia, Irlanda, Regne Unit, Letònia, Estònia, Alemanya |          |
| Helt super                           | Rasmus A. Sivertsen                                          | Noruega                                                            |          |
| Tümpel                               | Lena von Döhren, Eva Rust                                    | Suïssa                                                             |          |
| Somni                                | Sonja Rohleder                                               | Alemanya                                                           |          |
| Spin & Ella                          | An Vrombaut                                                  | Bèlgica                                                            |          |
| Entre deux sœurs                     | Darvazeye royaha                                             | França                                                             |          |
| Animació -Forma documental           |                                                              |                                                                    |          |
| Gösta Petter-land                    | Christer Wahlberg                                            | Suècia                                                             |          |
| Pel·lícules narratives               |                                                              |                                                                    |          |
| Closing Dynasty                      | Lloyd Lee Choi                                               | Estats Units                                                       |          |
| Dancing Queen                        | Aurora Gossé                                                 | Noruega                                                            |          |
| Timis                                | Awa Moctar Gueye                                             | Senegal                                                            |          |
| Desperté con un sueño                | Pablo Solarz                                                 | Argentina                                                          |          |
| Gaby les collines                    | Zoé Pelchat                                                  | Canadà                                                             |          |
| Kiddo                                | Zara Dwinger                                                 | Països Baixos                                                      |          |
| Magma                                | Luca Meisters                                                | Països Baixos                                                      |          |
| Nanitic                              | Carol Nguyen                                                 | Canadà                                                             |          |
| Zeevonk                              | Domien Huyghe                                                | Bèlgica, Països Baixos                                             |          |
| Mimi                                 | Mira Fornay                                                  | Eslovàquia                                                         |          |
| Sværddrage                           | Møller Hansen                                                | Dinamarca                                                          |          |
| Sweet As                             | Jub Clerc                                                    | Austràlia                                                          |          |
| Xiaohui and His Cows 小晖和他的牛    | Xinying Lao                                                  | R.P. de la Xina                                                    |          |
| Forma documental                     |                                                              |                                                                    |          |
| De songes au songe d'un autre miroir | Yunyi Zhu                                                    | França                                                             |          |
| Waking Up in Silence                 | Mila Zhluktenko, Daniel Asadi Faezi                          | Alemanya                                                           |          |

### Generation 14plus
| Títol                                           | Director(s)                                                                       | País de producció                  |                  |
| Forma documental                                | Forma documental                                                                  | Forma documental                   | Forma documental |
| ----------------------------------------------- | --------------------------------------------------------------------------------- | ---------------------------------- | ---------------- |
| And the King Said, What a Fantastic Machine     | Axel Danielson, Maximilien Van Aertryck                                           | Estats Units                       |                  |
| Crushed                                         | Ella Rocca                                                                        | Suïssa                             |                  |
| 'Darvazeye royaha                               | Negin Ahmadi                                                                      | Iran, Noruega, França              |                  |
| Hummingbirds                                    | Silvia Del Carmen Castaños                                                        | Estats Units                       |                  |
| When a Rocket Sits on the Launch Pad 火箭发射时 | Bohao Liu                                                                         | R.P. de la Xina, Estats Units      |                  |
| Ramona                                          | Victoria Linares Villegas                                                         | República Dominicana               |                  |
| To Write From Memory                            | Emory Chao Johnson                                                                | Estats Units                       |                  |
| We Will Not Fade Away                           | Alisa Kovalenko                                                                   | Ucraïna, França, Polònia           |                  |
| Curtmetratges                                   |                                                                                   |                                    |                  |
| Adolfo                                          | Sofía Auza                                                                        | Estats Units, Mèxic                |                  |
| Aatmapamphlet                                   | Ashish Avinash Bende                                                              | Índia                              |                  |
| Almamula                                        | Juan Sebastian Torales                                                            | França, Argentina, Itàlia          |                  |
| Antes de Madrid                                 | Ilén Juambeltz, Nicolás Botana                                                    | Uruguai                            |                  |
| Ha'Mishlahat                                    | Asaf Saban                                                                        | Israel, Polònia, Alemanya          |                  |
| Hito                                            | Stephen Lopez                                                                     | Filipines                          |                  |
| Incroci                                         | Francesca de Fusco                                                                | Estats Units, Alemanya             |                  |
| Infantaria                                      | Laís Santos Araújo                                                                | Brasil                             |                  |
| Le Paradis                                      | Zeno Graton                                                                       | Bèlgica, França                    |                  |
| Madden                                          | [Malin Ingrid Johansson                                                           | Suècia                             |                  |
| Ma mère et moi                                  | Emma Branderhorst                                                                 | Països Baixos                      |                  |
| Mirror Mirror                                   | Sandulela Asanda                                                                  | Sud-àfrica                         |                  |
| Mise à nu                                       | Lea Marie Lembke, Simon Maria Kubiena amb Anna Stanic, Fethi Aidouni, Marin Judas | Alemanya, Àustria, França          |                  |
| Man khod, man ham miraghsam                     | Mohammad Valizadegan                                                              | Alemanya, Txèquia, Iran            |                  |
| Tomorrow Is a Long Time 明天比昨天长久          | Jow Zhi Wei                                                                       | Singapur, Taiwan, França, Portugal |                  |
| Mutt                                            | Vuk Lungulov-Klotz                                                                | Estats Units                       |                  |
| Szemem sarka                                    | Domonkos Erhardt                                                                  | Hongria                            |                  |
| Sica                                            | Carla Subirana                                                                    | Espanya                            |                  |
| Simo                                            | Aziz Zoromba                                                                      | Canadà                             |                  |
| Wann wird es endlich wieder so, wie es nie war  | Sonja Heiss                                                                       | Alemanya                           |                  |
| Now.Here 一时一刻                               | Hao Zhao                                                                          | R.P. de la Xina                    |                  |

## Pel·lícules d'homenatge

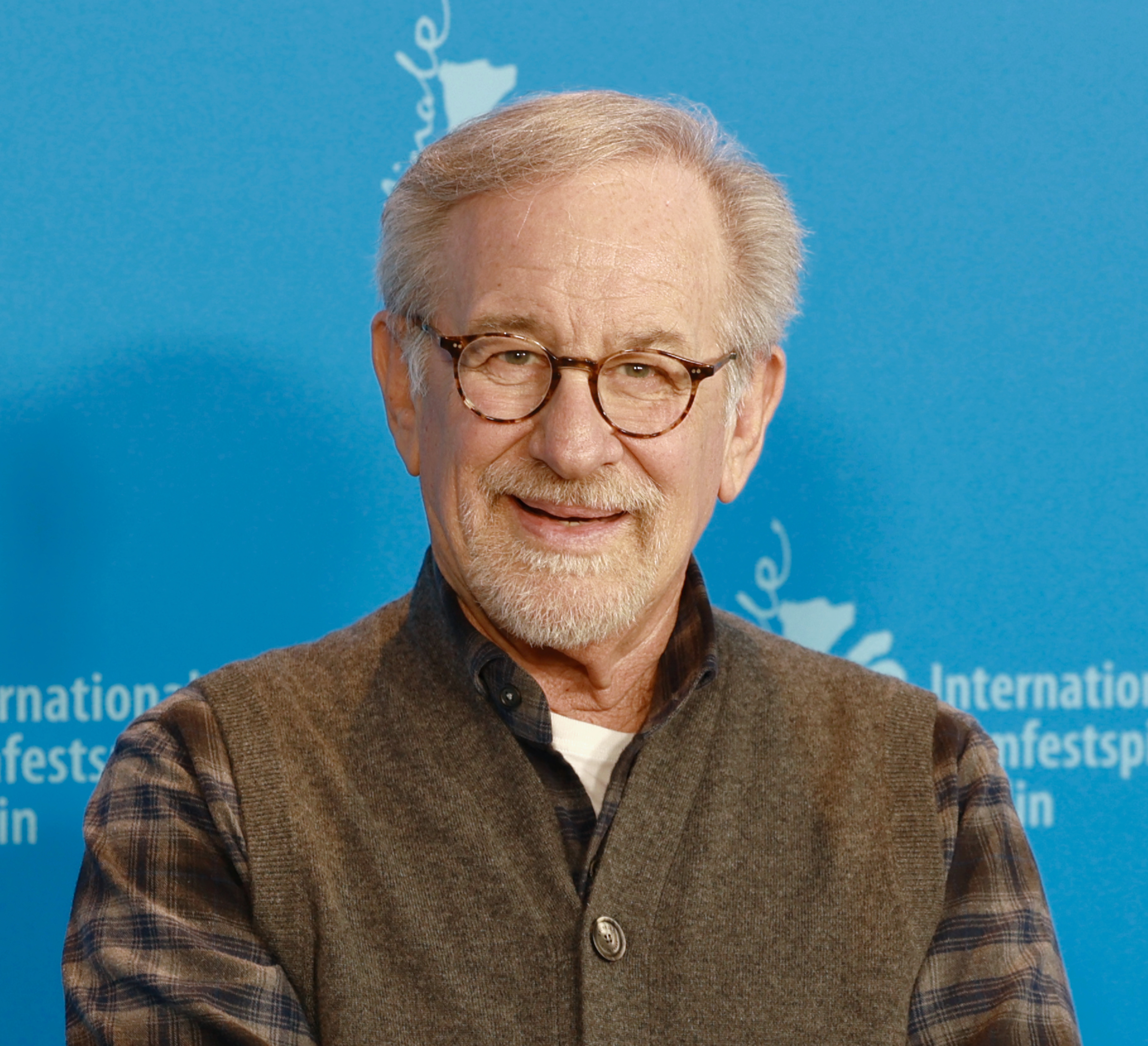
Steven Spielberg durant la Berlinale

Aquesta secció de la 73a Berlinale va ser dedicada al cineasta, guionista i productor nord-americà Steven Spielberg, a qui va ser guardonat amb un Os d'Or honorífic per la seva trajectòria.
| Any  | Títol                          | Director(s)      | País de producció                  |
| ---- | ------------------------------ | ---------------- | ---------------------------------- |
| 2015 | Bridge of Spies                | Steven Spielberg | Estats Units, Alemanya, Regne Unit |
| 1971 | Duel                           | Steven Spielberg | Estats Units                       |
| 1982 | ET, l'extraterrestre           | Steven Spielberg | Estats Units                       |
| 2022 | The Fabelmans                  | Steven Spielberg | Estats Units                       |
| 1975 | Tauró                          | Steven Spielberg | Estats Units                       |
| 2005 | Munich                         | Steven Spielberg | Estats Units, Canadà, França       |
| 1981 | A la recerca de l'arca perduda | Steven Spielberg | Estats Units                       |
| 1993 | La llista de Schindler         | Steven Spielberg | Estats Units                       |

## La Retrospectiva
Aquesta secció va presentar les següents pel·lícules:
| Any  | Títol                              | Director(s)                          | País de producció        |
| ---- | ---------------------------------- | ------------------------------------ | ------------------------ |
| 1983 | À nos amours                       | Maurice Pialat                       | França                   |
| 1956 | Aparajito অপরাজিত                    | Satyajit Ray                         | Índia                    |
| 1988 | De bruit et de fureur              | Jean-Claude Brisseau                 | França                   |
| 1973 | El espíritu de la colmena          | Víctor Erice                         | Espanya                  |
| 1986 | Ferris Bueller's Day Off           | John Hughes                          | Estats Units             |
| 1969 | Gražuolė                           | Arūnas Žebriūnas                     | Unió Soviètica, Lituània |
| 1993 | Groundhog Day                      | Harold Ramis                         | Estats Units             |
| 1974 | Jeder für sich und Gott gegen alle | Werner Herzog                        | Alemanya                 |
| 1996 | Kiseye Berendj                     | Mohammad-Ali Talebi                  | Iran, Japó               |
| 1971 | The Last Picture Show              | Peter Bogdanovich                    | Estats Units             |
| 1953 | Little Fugitive                    | Ray Ashley, Morris Engel, Ruth Orkin | Estats Units             |
| 1975 | Maynila, sa mga Kuko ng Liwanag    | Lino Brocka                          | Filipines                |
| 1994 | La boda de Muriel                  | P. J. Hogan                          | Austràlia                |
| 1964 | Prima della rivoluzione            | Bernardo Bertolucci                  | Itàlia                   |
| 1955 | Rebel Without a Cause              | Nicholas Ray                         | Estats Units             |

## Els Clàssics
Va obrir la secció una restauració en 4K de la pel·lícula de David Cronenberg Naked Lunch.
| Any  | Títol                         | Director(s)                      | País de producció                 |
| ---- | ----------------------------- | -------------------------------- | --------------------------------- |
| 1967 | Guess Who's Coming to Dinner  | Stanley Kramer                   | Estats Units                      |
| 1988 | Mapantsula                    | Oliver Schmitz                   | Sud-àfrica, Austràlia, Regne Unit |
| 1991 | Naked Lunch                   | David Cronenberg                 | Canadà, Regne Unit, Japó          |
| 1941 | Romeo und Julia auf dem Dorfe | Valerien Schmidely, Hans Trommer | Suïssa                            |
| 1981 | Sogni d'oro                   | Nanni Moretti                    | Itàlia                            |
| 1990 | Szürkület                     | György Fehér                     | Hongria                           |
| 1923 | A Woman of Paris              | Charlie Chaplin                  | Estats Units                      |
| 1956 | Yoru no kawa 夜の河           | Kōzaburō Yoshimura               | Japó                              |

## Premis
Competició

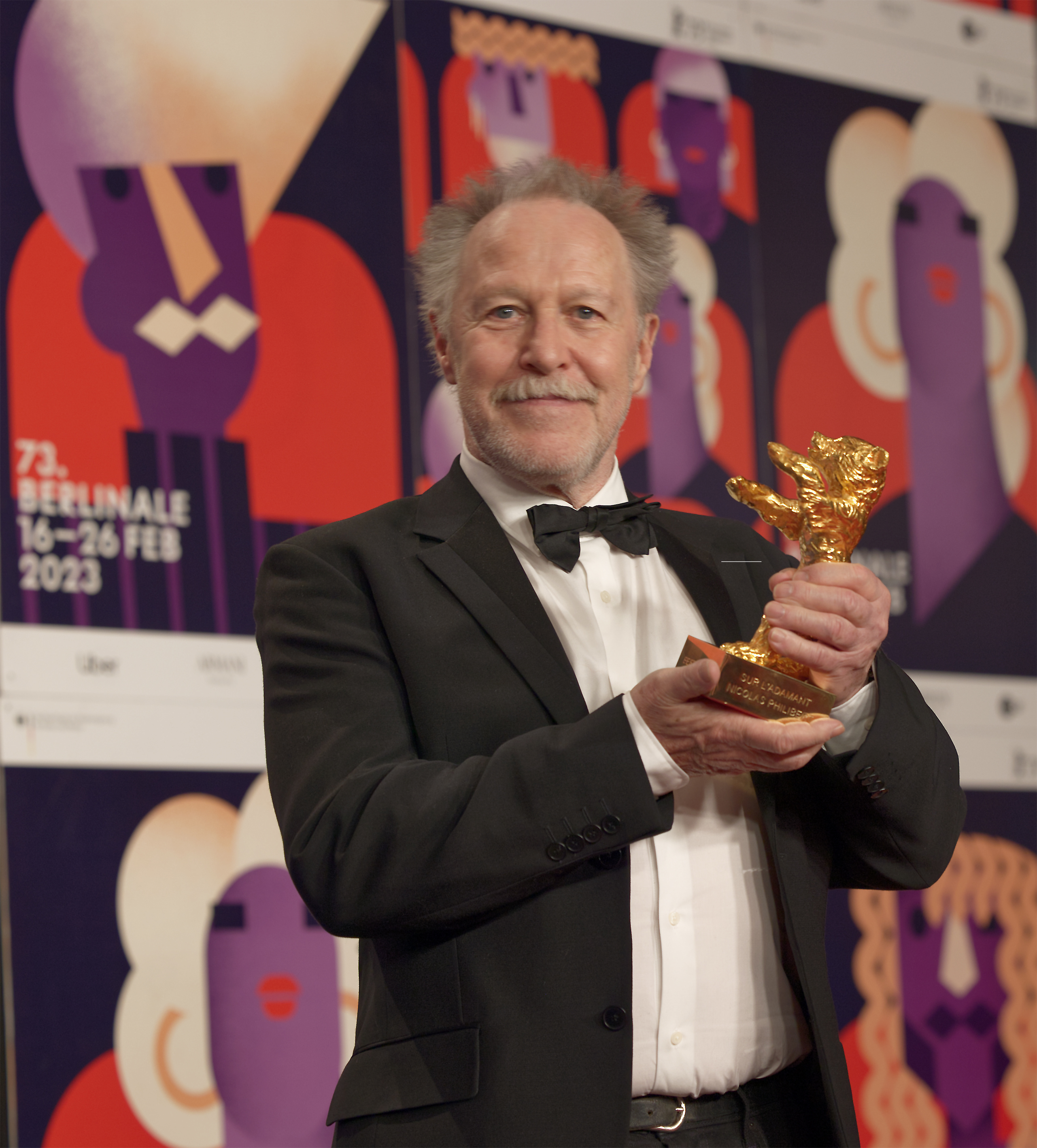
Nicolas Philibert, amb l’Os d’Or per Sur l’Adamant

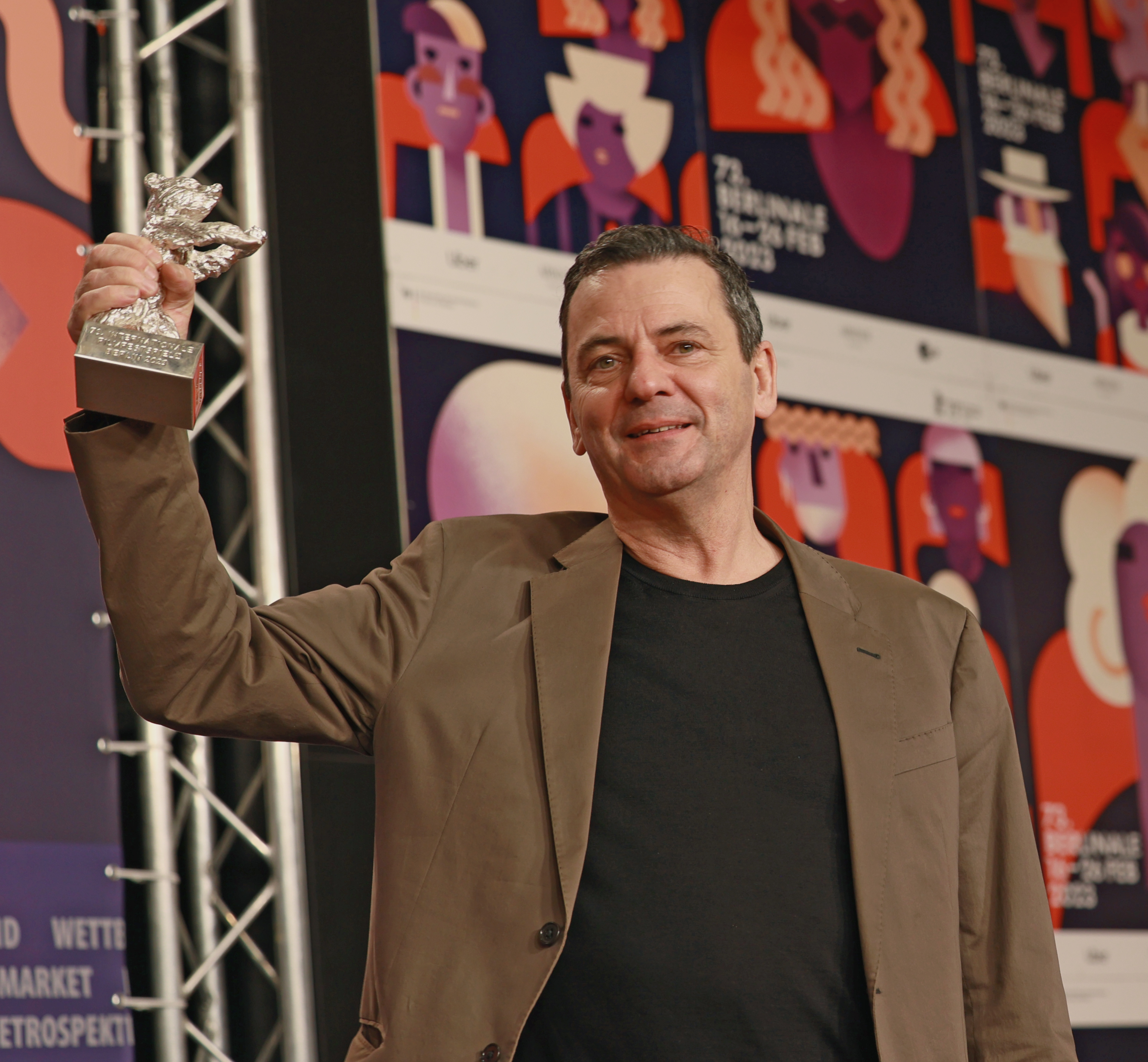
Christian Petzold, amb l’Os de Plata per Afire

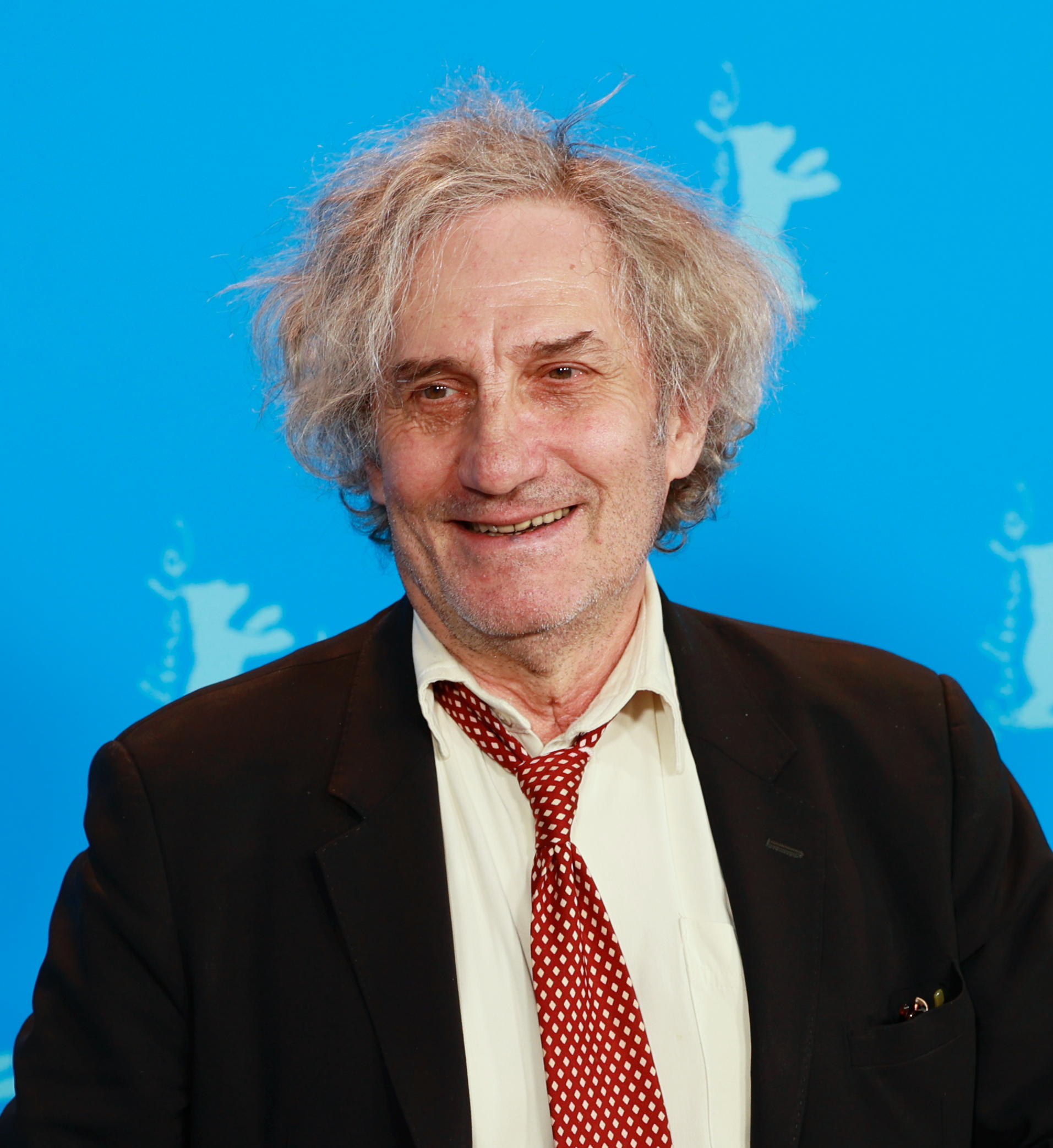
Philippe Garrel, guanyador de l’Os de Plata al millor director

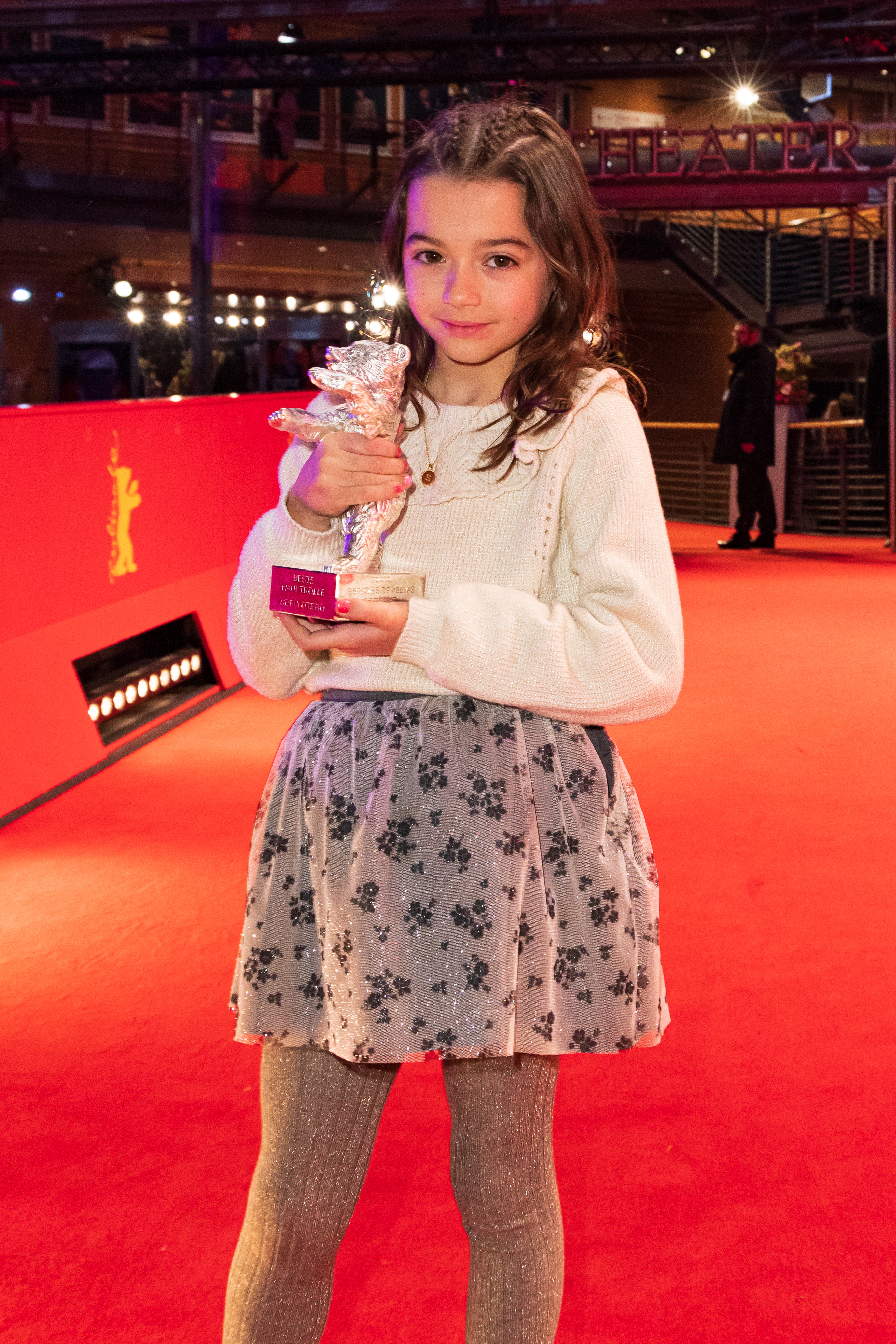
Sofía Otero, guanyadora de l’Os de Plata a la millor actuació 20,000 espècies d'abelles

- Os d'Or: Sur l’Adamant de Nicolas Philibert
- Gran Premi del Jurat: Roter Himmel de Christian Petzold
- Premi del Jurat: Mal Viver de João Canijo
- Os de Plata al millor director: Philippe Garrel per Le Grand Chariot
- Os de Plata a la millor interpretació protagonista: Sofía Otero per 20.000 espècies d'abelles
- Os de Plata a la millor interpretació de repartiment: Thea Ehre per Till the End of the Night
- Os de Plata al millor guió: Angela Schanelec per Music
- Os de Plata a la contribució artística destacada: Hélène Louvart per Disco Boy (fotografia)

 Encounters

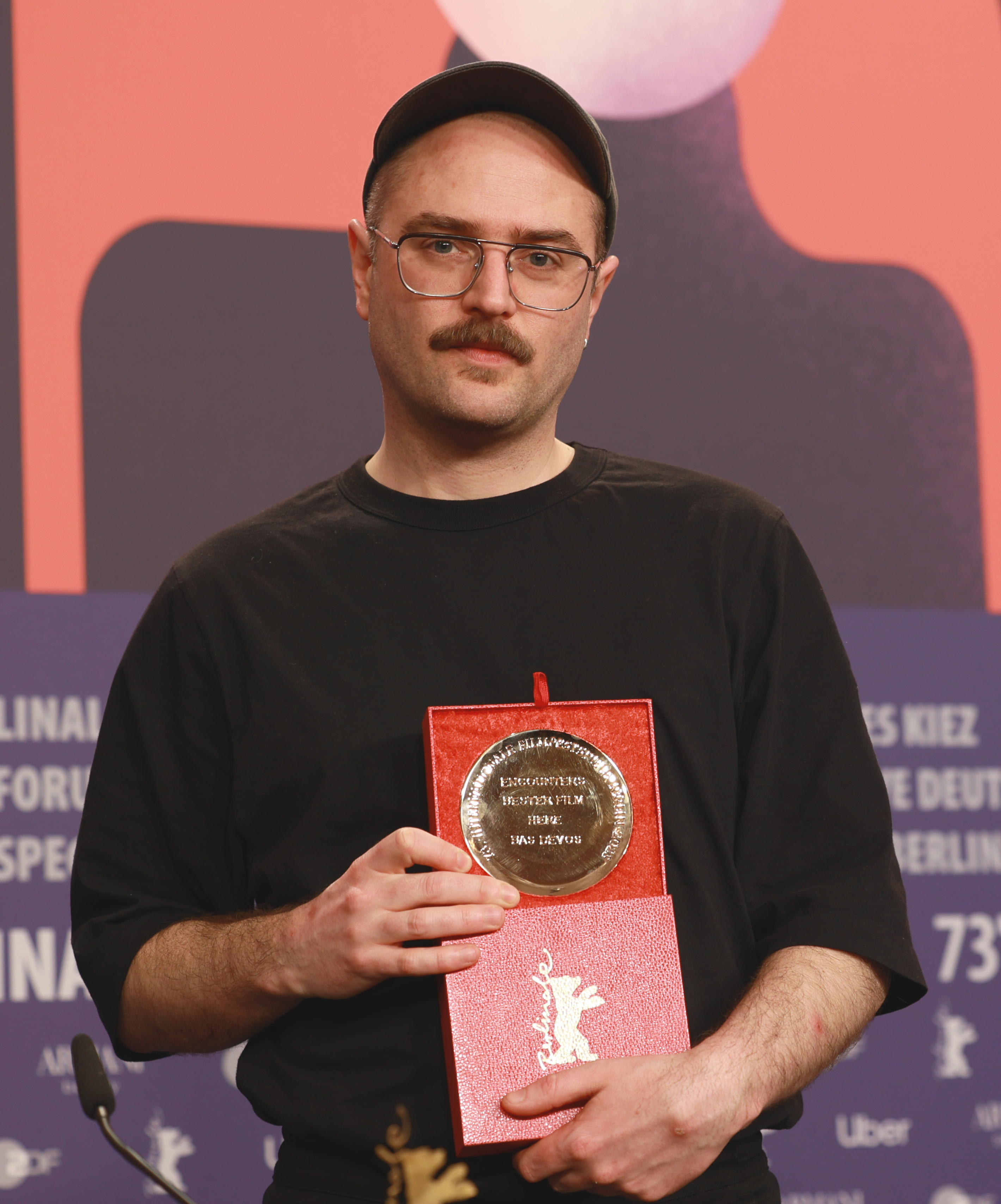
Bas Devos, millor pel·lícula (Encounters) per Here

- Millor pel·lícula: Here by Bas Devos
- Millor director: Tatiana Huezo per El eco
- Premi Especial del Jurat: Orlando, ma biographie politique de Paul B. Preciado i Samsara de Lois Patiño

Curtmetratge Internacional
- Os d'Or: Les Chenilles de Michelle Keserwany, Noel Keserwany
- Os de Plata: Dipped in Black de Matthew Thorne, Derik Lynch
- Menció especial: It's a Date de Nadia Parfan

### Generation
Premis del Jurat Jove
- Os de Cristall a la millor pel·lícula: Adolfo de Sofía Auza
  - Menció especial: And the King Said, What a Fantastic Machine d’Axel Danielson i Maximilien Van Aertryck
- Os de Cristall al millor curtmetratge: Man khod, man ham miraghsam de Mohammad Valizadegan
  - Menció especial: Szemem sarka de Domonkos Erhardt

Generation 14plus
- Grand Prix: Hummingbirds de Silvia Del Carmen Castaños, Estefanía “Beba” Contreras
  - Menció especial: Mutt de Vuk Lungulov-Klotz
- Premi especial al millor curtmetratge: Infantaria de Laís Santos Araújo
  - Menció especial: Incroci de Francesca de Fusco

### Altres premis Berlinale
Premi Berlinale Series
- Premi Berlinale Series : Le buone madri d'Elisa Amoruso i Julian Jarrold
  - Menció Especial del Jurat: Arkitekten de Kerren Lumer-Klabbers }

Premi Perspektive Deutsches Kino
- Premi Compass-Perspektive: Sieben Winter in Teheran de Steffi Niederzoll
  - Menció honorífica: El secuestro de la novia de Sophia Mocorrea
- Kompagnon Fellowships: 
  - Paraphrase on the Finding of a Glove de Mareike Wegener
  - My Beloved Man's Female Body d’Anna Melikova
- Premi Heiner Carow: Knochen und Namen de Fabian Stumm
- Premi a la millor primera pel·lícula GWFF: The Klezmer Project de Leandro Koch, Paloma Schachmann

Premi Documental

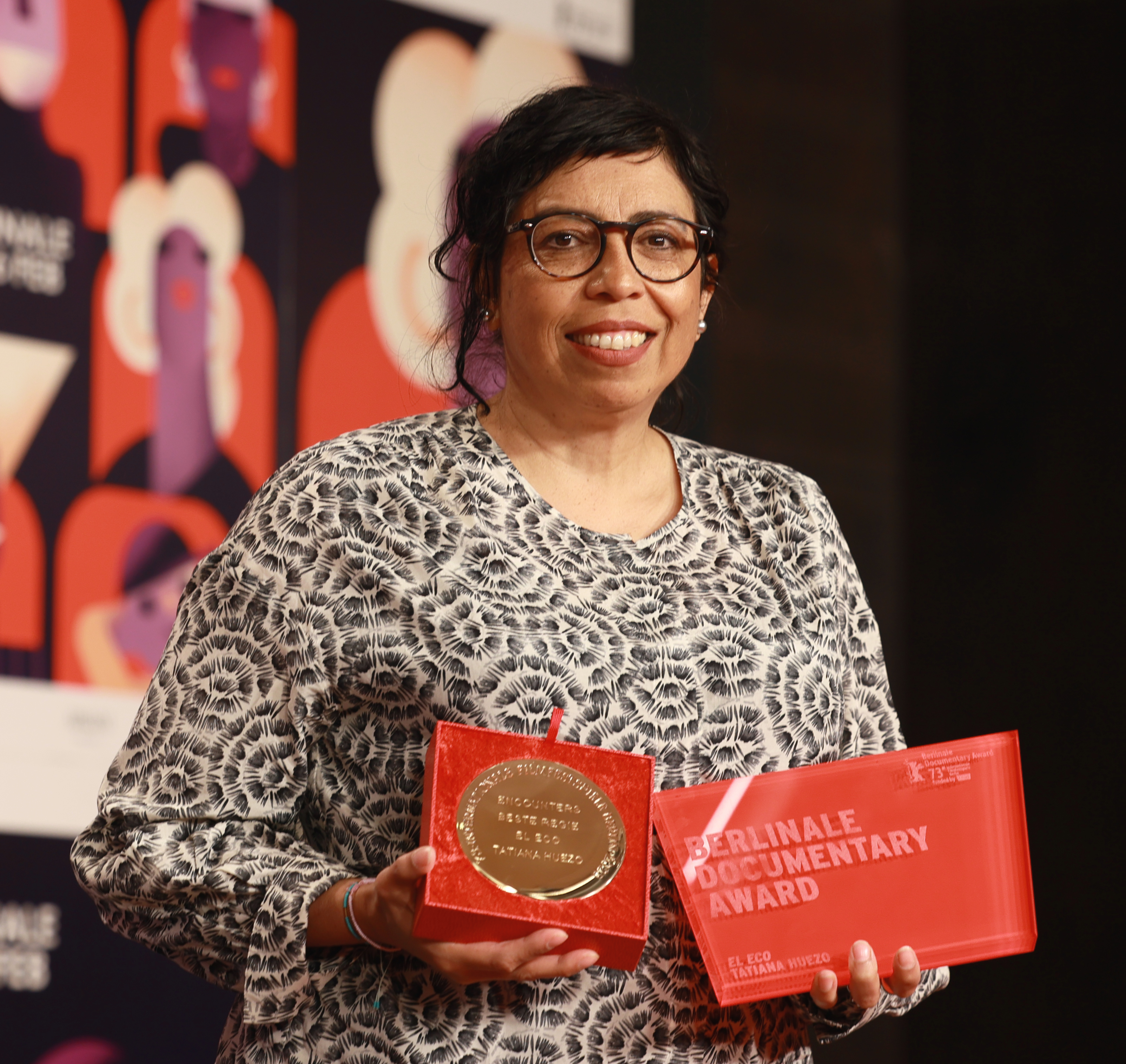
Tatiana Huezo, amb el Premi Documental de la Berlinale per El eco

- Premi Documental Berlinale: El eco by Tatiana Huezo

#### Premi Audiència Panorama
Guanyador Premi Audiència Panorama 2023 – Millor pel·lícula
- 1r lloc: Sira d'Apolline Traoré
- 2n lloc: Al Murhaqoon d'Amr Gamal
- 3r lloc: Sages-femmes de Léa Fehner

 Guanyador Premi Audiència Panorama – Documental
- 1r lloc: Kokomo City de D. Smith
- 2n lloc: La memoria infinita de Maite Alberdi
- 3r lloc: Au cimetière de la pelliculle de Thierno Souleymane Diallo

### Premis honoraris

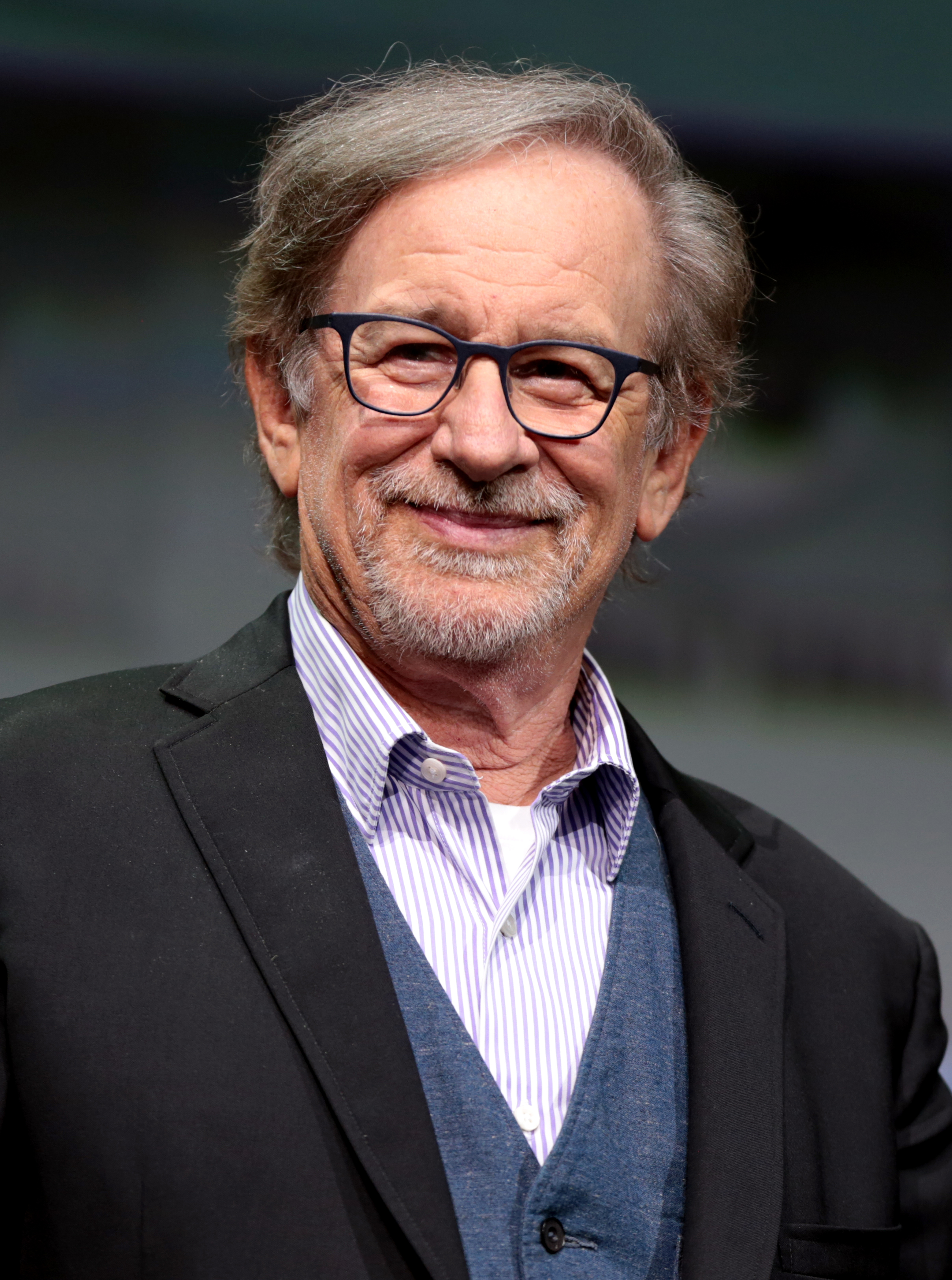
Steven Spielberg, Os d'Or honorífic

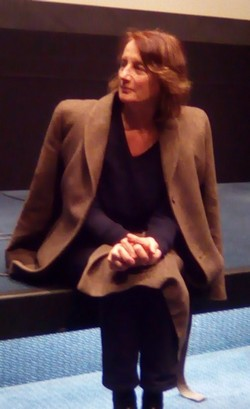
Caroline Champetier, Premi Berlinale Camera per la seva carrera

- Os d'Or honorífic: Steven Spielberg[9]
- Premi Berlinale Camera per la seva carrera: Caroline Champetier[36]

### Premis Independent

#### Premi Teddy

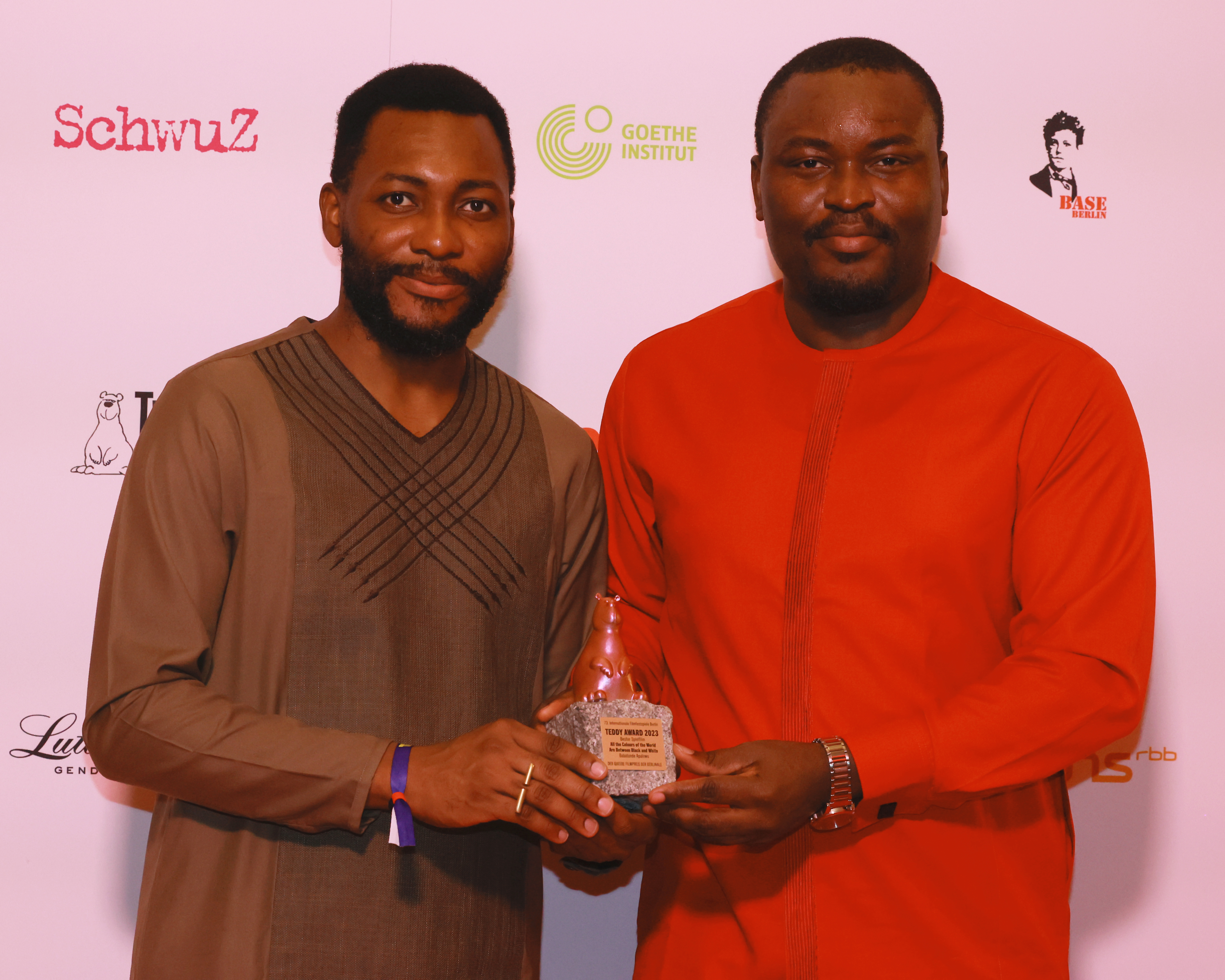
Babatunde Apalowo i Tope Tedela, amb el Premi Teddy per All the Colours of the World Are Between Black and White

- Millor llargmetratge: All the Colours of the World Are Between Black and White de Babatunde Apalowo
- Millor documental: Orlando, My Political Biography by Paul B. Preciado[55]
- Premi del jurat: Vicky Knight com a Franky per Silver Haze de Sacha Polak
- Millor curtmetratge: Dipped in Black de Matthew Thorne i Derik Lynch

#### Premis dels jurats Independents
- Premi Amnesty International Film : Al Murhaqoon d’ Amr Gamal
- Premis del Jurat Ecumènic:
  - Competició: Tótem de Lila Avilés
  - Panorama: Sages-femmes de Léa Fehner
  - Forum: Jaii keh khoda nist de Mehran Tamadon
  - Menció especial: Sur l'Adamant de Nicolas Philibert

- Premi FIPRESCI
  - Competició: The Survival of Kindness de Rolf de Heer
  - Encounters: Here de Bas Devos
  - Panorama: Stille Liv de Malene Choi
  - Forum: Între revoluții de Vlad Petri

- Premi de la Guild of German Art House Cinemas: 20.000 espècies d'abelles d’Estibaliz Urresola Solaguren
- AG KINO GILDE – CINEMA VISION 14plus: And the King Said, What a Fantastic Machine d’Axel Danielson, Maximilien Van Aertryck
- Premis Cicae Art Cinema:
  - Panorama: Das Lehrerzimmer d’İlker Çatak
  - Forum: El rostro de la medusa de Melisa Liebenthal
- Premi del Jurat dels Lectors del Berliner Morgenpost: 20.000 espècies d'abelles d’Estibaliz Urresola Solaguren
- Premi del Jurat dels Lectors del Tagesspiegel: Orlando, My Political Biography de Paul B. Preciado
- Premi Caligari Film e: De Facto de Selma Doborac
- Premi Peace Film: Sieben Winter in Teheran de Steffi Niederzoll
- Premi ARTEKino International: Peeled Skin de Leonie Krippendorff[56]